# Liste der Monuments historiques in Arbonne-la-Forêt
Die Liste der Monuments historiques in Arbonne-la-Forêt führt die Monuments historiques in der französischen Gemeinde Arbonne-la-Forêt auf.

## Liste der Bauwerke
| Bezeichnung    | Beschreibung              | Standort | Kennzeichnung | Schutzstatus | Datum | Bild           |
| -------------- | ------------------------- | -------- | ------------- | ------------ | ----- | -------------- |
| Kirche St-Éloi | Erbaut im 13. Jahrhundert | (Lage)   | PA00086795    | Inscrit      | 1926  | weitere Bilder |

## Liste der Objekte

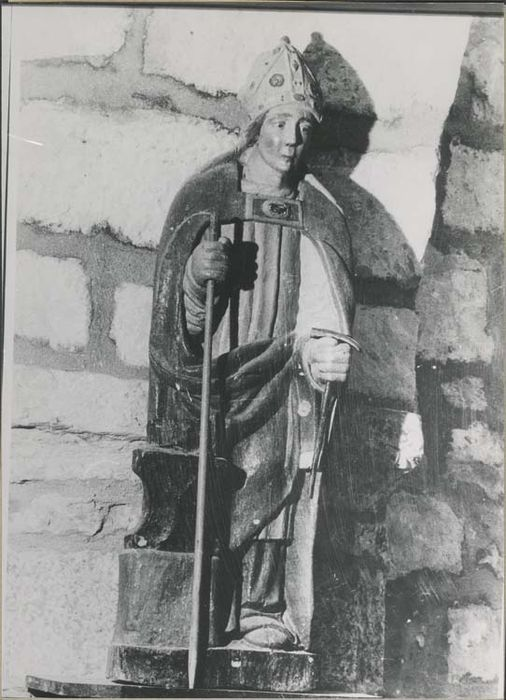
Skulptur des heiligen Eloi (17. Jahrhundert) in der Kirche St-Éloi

- Monuments historiques (Objekte) in Arbonne-la-Forêt in der Base Palissy des französischen Kultusministeriums